# Большая Всехсвятская роща
Больша́я Всехсвя́тская ро́ща (Всехсвя́тская ро́ща) — историческая местность и лесопарк на северо-западе Москвы. Ранее роща располагалась между Москвой-рекой и бывшим подмосковным селом Всехсвятским. На сегодняшний день сохранился относительно небольшой участок леса рядом с метро «Щукинская». Всехсвятская роща объявлена памятником природы Москвы.

## Происхождение названия
Большая Всехсвятская роща получила название из-за того, что располагалась у западной границы села Всехсвятского. Большой роща была по отношению к Малой Всехсвятской роще, находившейся с юго-востока от села. В старину Большая Всехсвятская роща носила название Серебряный бор (не путать с современным Серебряным бором).

## История

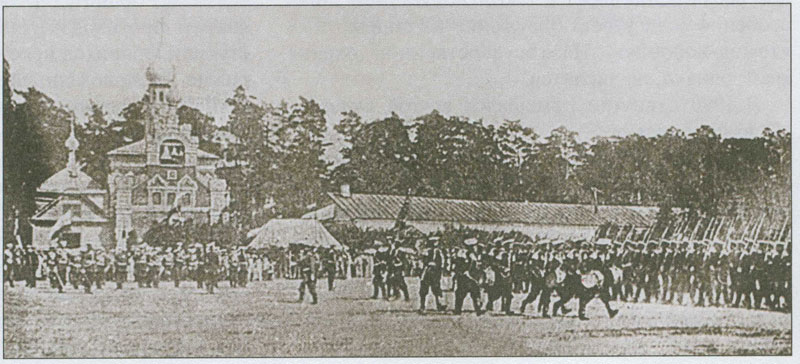
Храм иконы Божией Матери «Скоропослушница».
На заднем плане Большая Всехсвятская роща

В XIX веке Большая Всехсвятская роща занимала обширную территорию. С востока она граничила с селом Всехсвятским, с юга — с Ходынским полем, с запада — с деревней Щукино, с севера — с селом Покровское-Стрешнево. Произрастали в роще преимущественно вековые сосны. В роще обитали волки и лисицы, поэтому здесь часто охотился Пётр II.
К концу XIX века у южной границы Большой Всехсвятской рощи размещались ходынские военные лагеря и госпитали. В 1902 году при этих лагерях был построен храм иконы Божией Матери «Скоропослушница» на Ходынском поле.

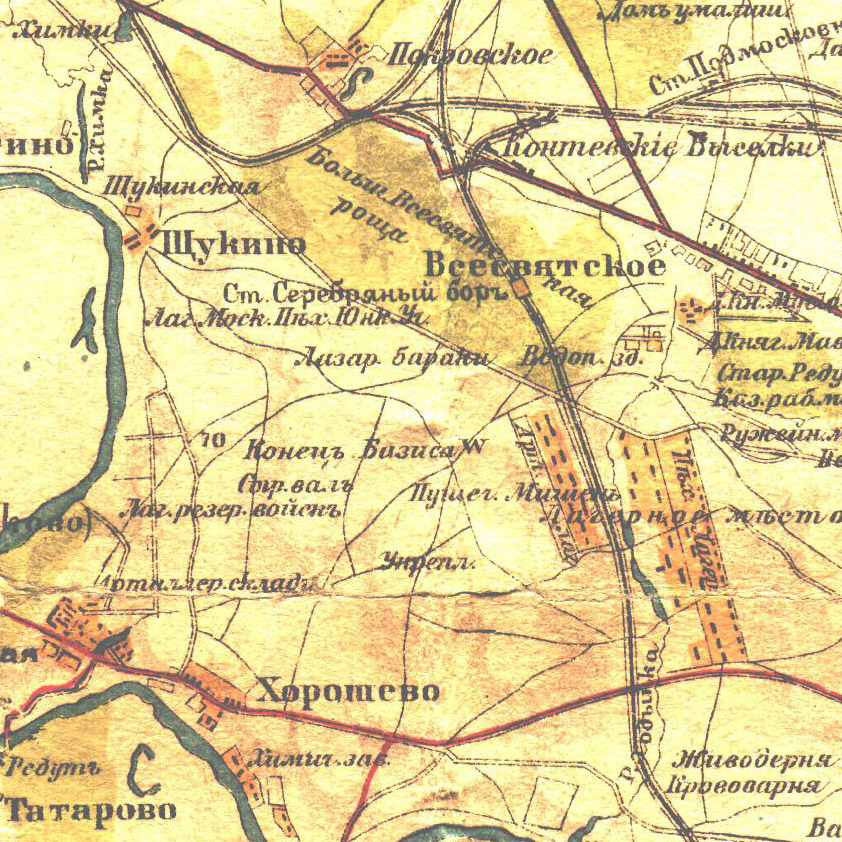
Большая Всехсвятская роща в начале XX века

В 1908 году Большую Всехсвятскую рощу разделила на две части линия Московской окружной железной дороги. Была построена железнодорожная станция Серебряный Бор, которая получила имя от древнего названия Большой Всехсвятской рощи.
В начале XX века в роще к западу от окружной железной дороги появился дачный посёлок Всехсвятский Серебряный бор, который к 1930-м годам был переименован в посёлок Покровское-Стрешнево (по расположенной рядом усадьбе). Восточнее станции Серебряный Бор открылся санаторий «Ромашка». Его основала великая княгиня Елизавета Фёдоровна для детей больных туберкулёзом.
В 1911 году участок Большой Всехсвятской рощи к востоку от железной дороги пострадал от сильного урагана. В 1923 году на этом участке, к тому моменту уже вошедшем в состав Москвы, началось строительство кооперативного жилого посёлка «Сокол». Застройщики ставили перед собой цель по возможности сохранять зелёные насаждения, поэтому сосны Большой Всехсвятской рощи продолжали расти на многих участках посёлка. Часть рощи была превращена в парк посёлка. К 1930-м годам в состав Москвы вошла и западная часть Большой Всехсвятской рощи.

Один из проектов 1953 года предполагал размещение в роще Пантеона с саркофагами Ленина и Сталина, однако он не был осуществлён. К началу 1950-х годов парк посёлка «Сокол» был ликвидирован, а санаторий «Ромашка» снесён. На этом месте развернулось массовое жилищное строительство. Дома посёлка Покровское-Стрешнево были снесены к 1970-м годам. Часть рощи, относившейся к этому посёлку, сохранилась вместе с планировкой улиц. Посёлок «Сокол» сохранился до наших дней, получив статус памятника архитектуры.

## Современное состояние
В современной литературе под Всехсвятской рощей понимается сохранившийся участок зелёных насаждений, расположенный вдоль Волоколамского шоссе, между Окружной и Рижской железными дорогами. Современная Всехсвятская роща имеет площадь 29 га и входит в состав лесопарка Покровское-Стрешнево под наименованием Покровское-Стрешнево I. Из деревьев преобладают берёзы. Старые сосны, оставшиеся от Большой Всехсвятской рощи, встречаются реже. Во Всехсвятской роще гнездятся обычные для городской фауны птицы: дрозды рябинник и белобровник, зарянка, пеночки весничка и трещотка, пересмешка, славка-черноголовка, большой пёстрый дятел и другие.